# Ratusz w Jeleniej Górze
Ratusz w Jeleniej Górze – barokowo-klasycystyczna budowla wzniesiona w roku 1749, przebudowana w 1924 roku. Obecnie ratusz jest siedzibą władz samorządowych i administracyjnych miasta.

## Galeria

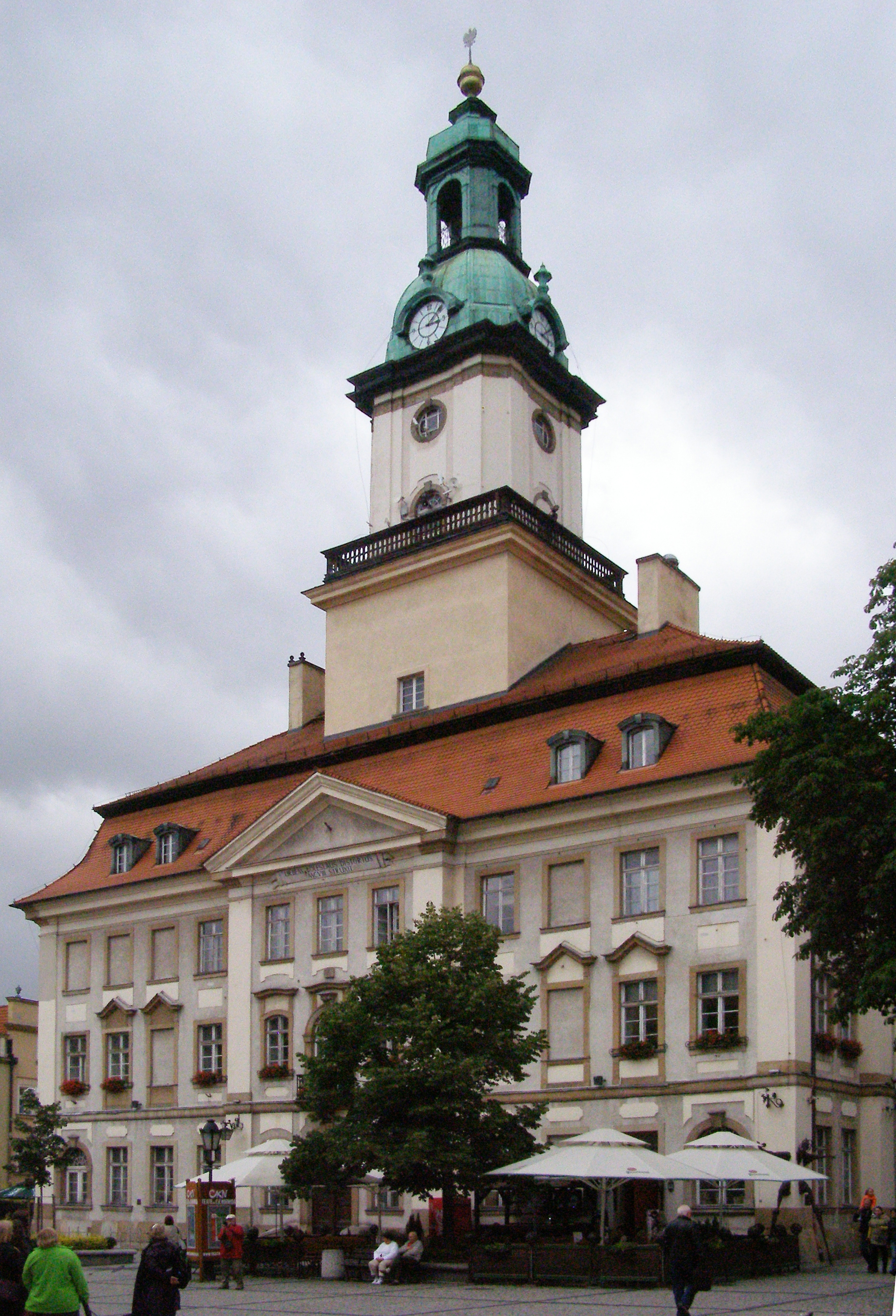
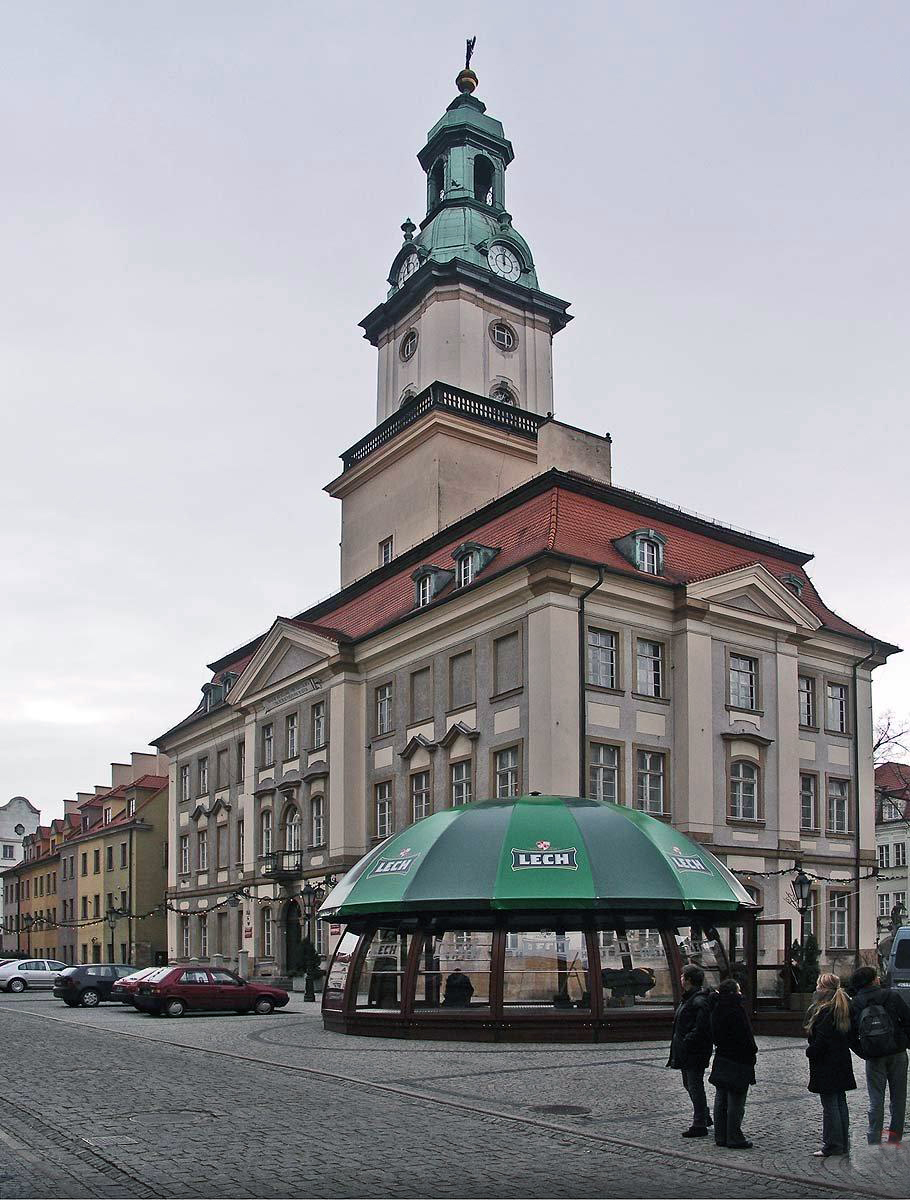
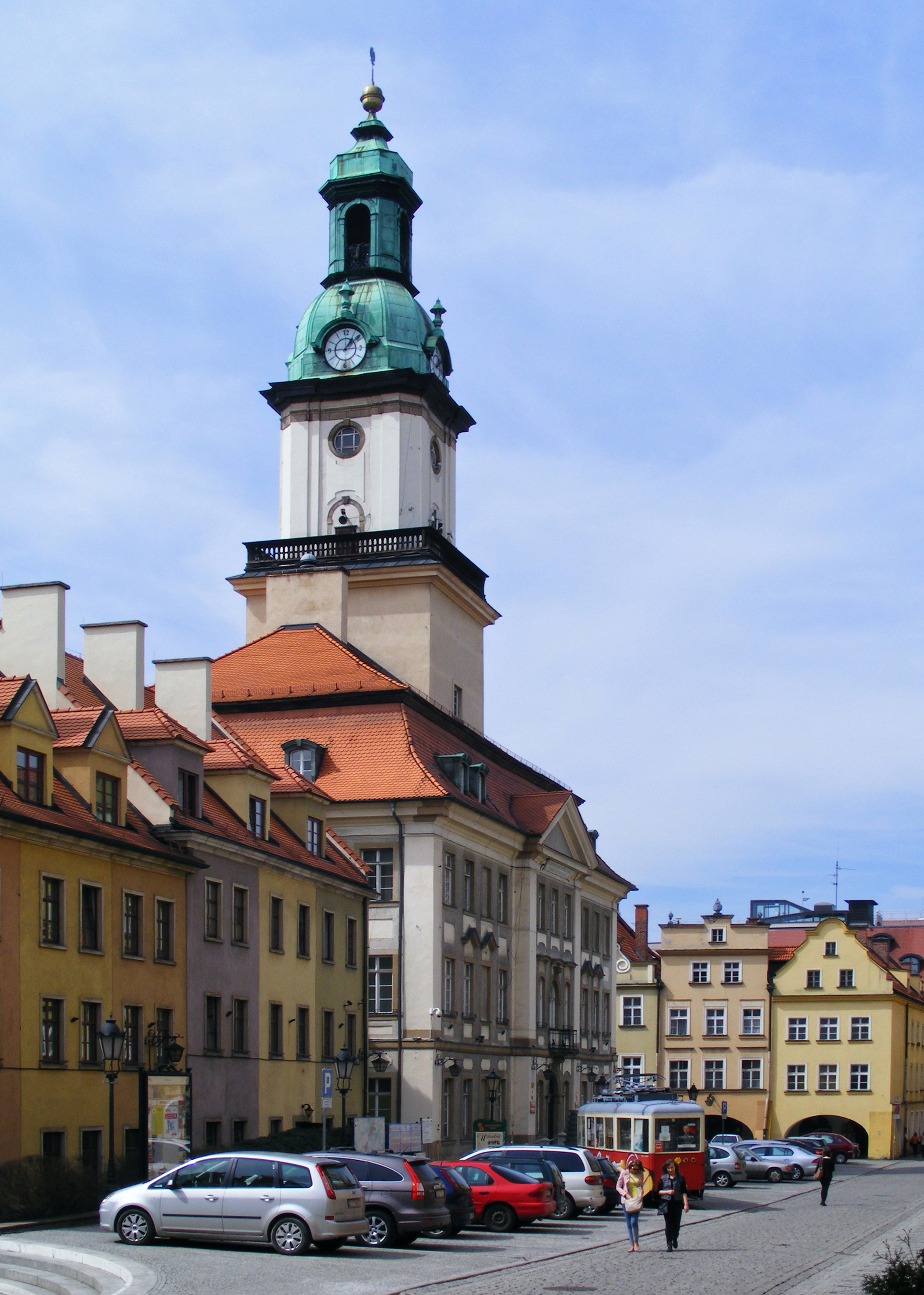
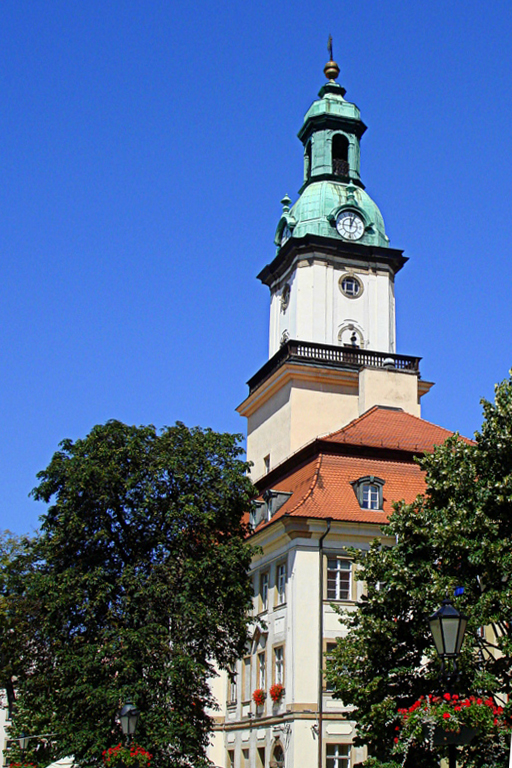
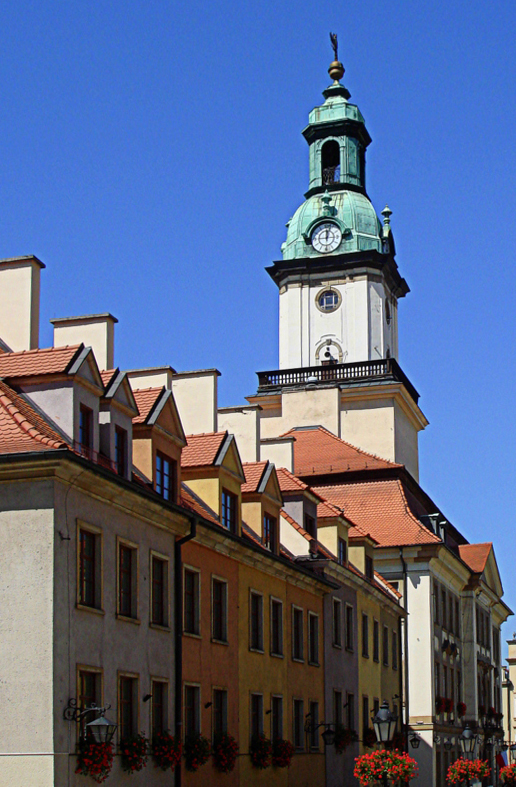
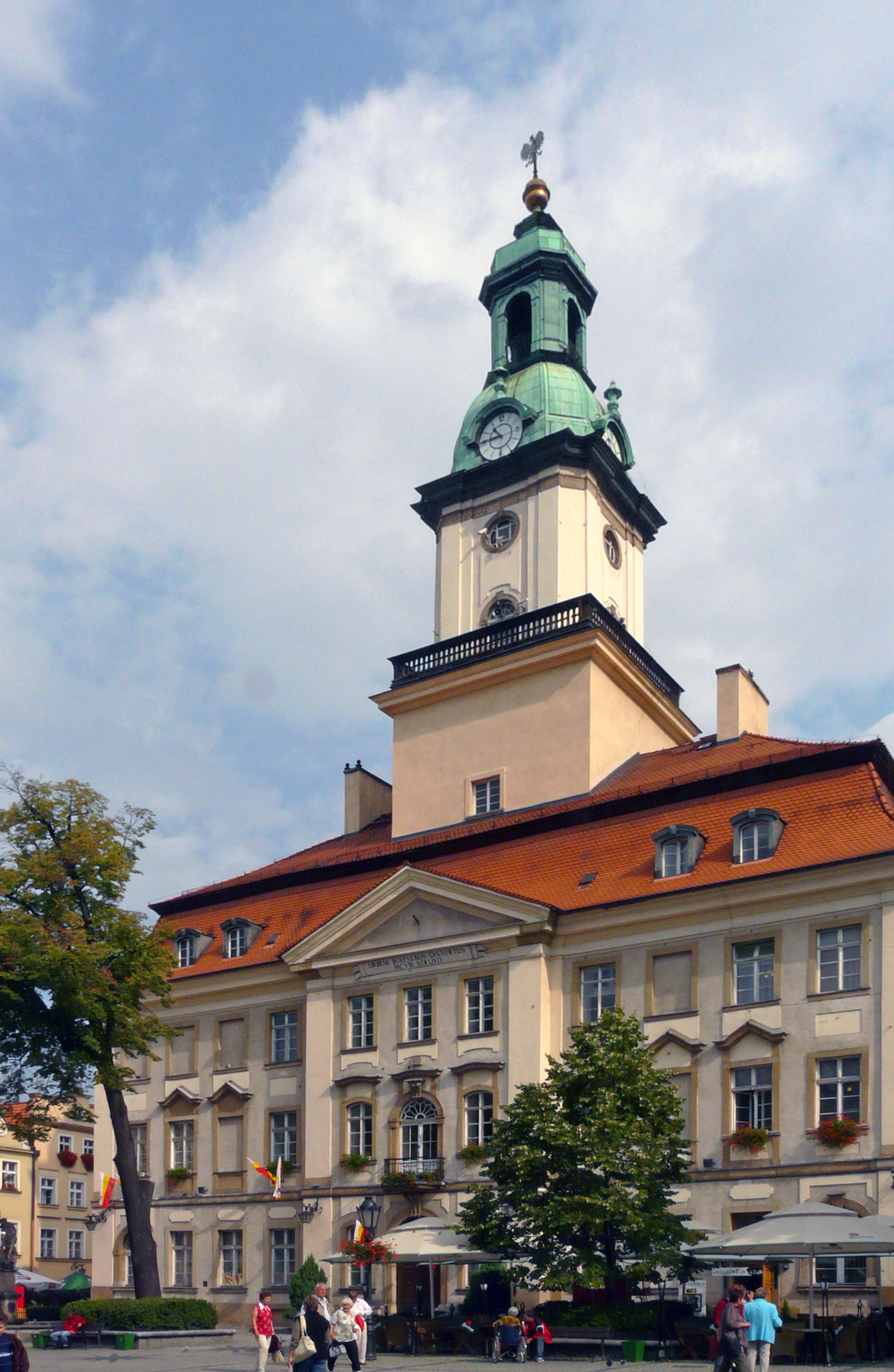
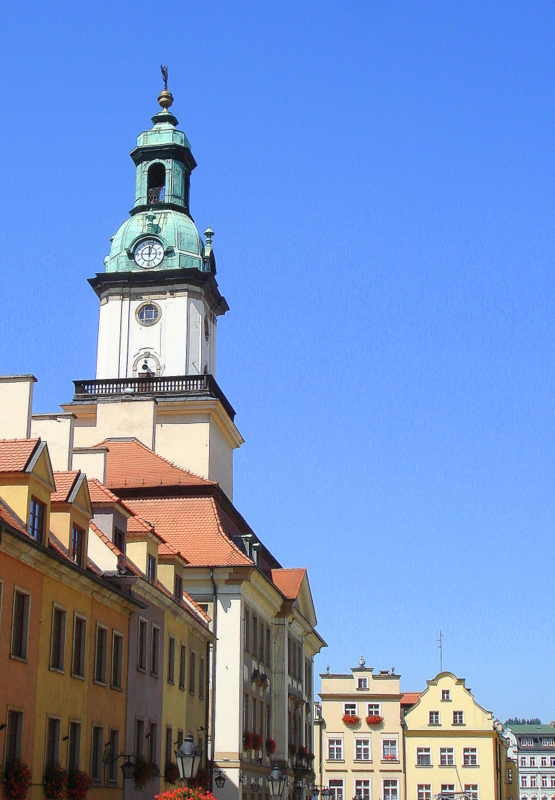
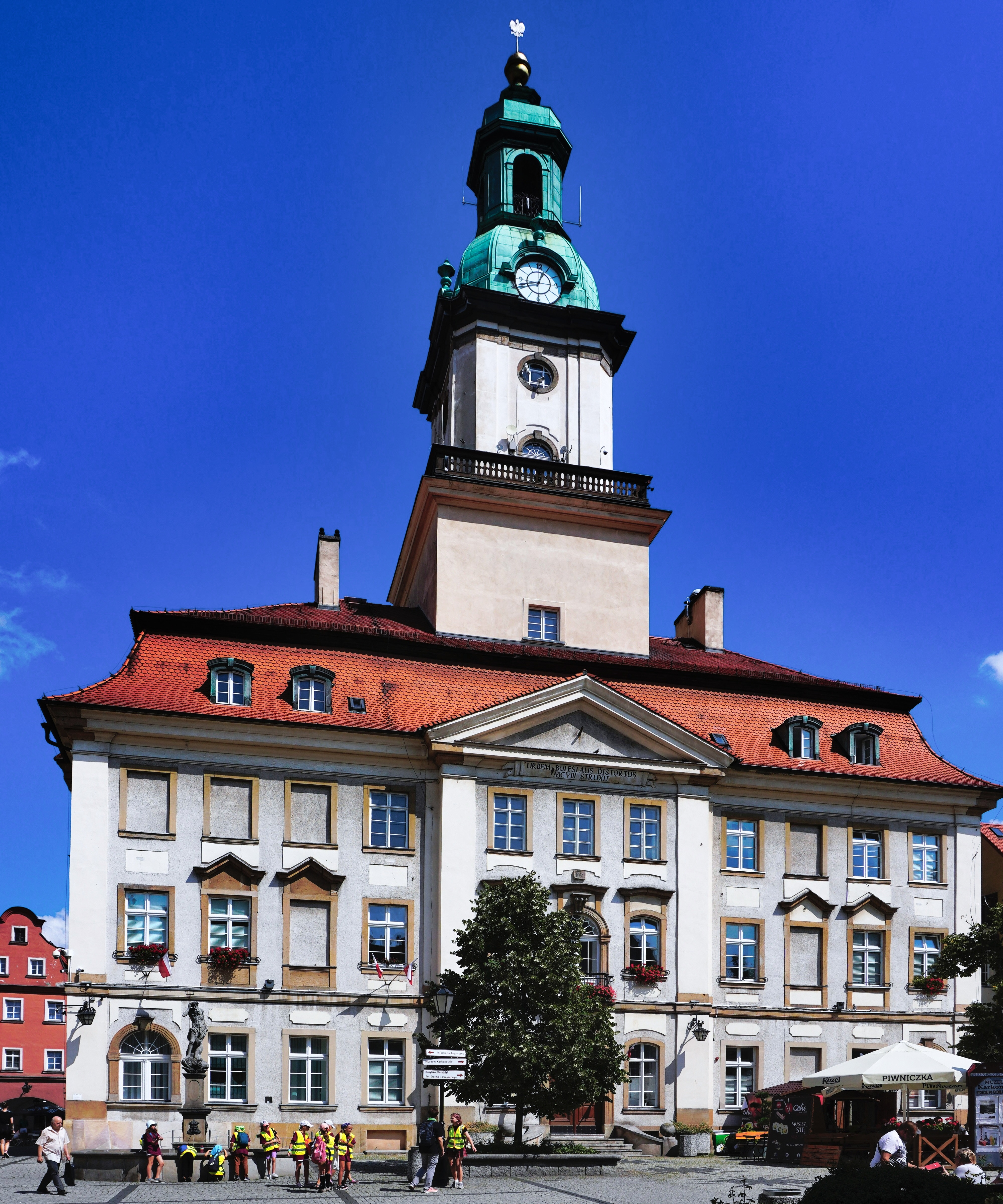

## Historia
Pierwszy ratusz w Jeleniej Górze został wzniesiony na początku XIV wieku. Po kilku pożarach i zawaleniu się wieży, w roku 1739 budowlę rozebrano. W jej miejscu w latach 1744–1749 wzniesiono nowy budynek według projektu Chrystiana Gotlieba Hedemanna. W 1750 roku uruchomiono zegar na wieży, a w piwnicach została urządzona gospoda, przynosząca miastu dochody. Ratusz został przebudowany w roku 1924, a w latach 1957–1959 przeprowadzono remont.

Decyzjami wojewódzkiego konserwatora zabytków z dnia 31 grudnia 1997 z i 3 kwietnia 1980 roku ratusz został wpisany do rejestru zabytków.

## Architektura
Ratusz jest barokowo-klasycystyczną budowlą wzniesioną na planie prostokąta, ma trzy kondygnacje i jest nakryty dachem mansardowym z niewielkimi lukarnami. Ze środka wyrasta czworoboczna wieża, przechodząca w tambur, podtrzymujący hełm z tarczami zegarowymi i latarnią. Osie elewacji są zaakcentowane ryzalitami, zwieńczonymi trójkątnymi przyczółkami. Narożniki ujęte są w pilastry, wspierające Gzyms koronujący. Nad południowym wejściem jest łacińska inskrypcja głosząca: miasto założył Bolesław Krzywousty w 1108 roku. Wewnątrz ratusza znajduje się płyta erekcyjna z łacińskim napisem: Bolesław Krzywousty w 1108 miasto założył, Bolesław Łysy w 1242 miasto rozszerzył, a Bolko Świdnicki w 1281 miasto naprawił i murami otoczył. W sali posiedzeń są drewniane płaskorzeźby przedstawiające dzieje miasta. Obok budowli, w miejscu starej studni z 1727 roku stoi kamienna figura Neptuna z dwoma delfinami, pochodząca XIX wieku. Obecnie ratusz jest siedzibą władz samorządowych i administracyjnych Jeleniej Góry.